# أهداف التنمية المستدامة ونيجيريا
تتركز أهداف التنمية المستدامة ونيجيريا حول كيفية تنفيذ نيجيريا لأهداف التنمية المستدامة في الولايات الستة والثلاثين وإقليم العاصمة الفيدرالية (FCT) أبوجا. تتكون أهداف التنمية المستدامة (SDGs) من سبعة عشر هدفًا عالميًا مصممة لتكون «مخططًا لتحقيق مستقبل أفضل وأكثر استدامة للجميع». من المتوقع أن يتحقق كل هدف من الأهداف السبعة عشر بحلول عام 2030 في كل دولة حول العالم. 
في عام 2017، قدمت نيجيريا من بين 44 دولة عضو في الأمم المتحدة استعراضها الوطني الطوعي (VNR) حول تنفيذ أهداف التنمية المستدامة في المنتدى السياسي رفيع المستوى حول التنمية المستدامة. في عام 2020، احتلت نيجيريا المرتبة 160 على مؤشر أهداف التنمية المستدامة العالمي لعام 2020. وأكدت الحكومة أن أولويات وأهداف التنمية الحالية لنيجيريا تركز على تحقيق أهداف التنمية المستدامة.

## خلفية
أصبحت نيجيريا عضوًا في الأمم المتحدة في 7 أكتوبر 1960. ويشار إلى نيجيريا على أنها «الدولة الأكثر اكتظاظًا بالسكان في إفريقيا والسابعة بالنسبة لعدد السكان في العالم». حصلت نيجيريا على استقلالها في 1 أكتوبر 1960. وفي عام 2012، ساهمت نيجيريا بخامس أكبر عدد من قوات حفظ السلام في عمليات الأمم المتحدة لحفظ السلام.
أهداف التنمية المستدامة أو مشروع 2030 هو دعوة عالمية لوضع حد للفقر وتأمين الكوكب وضمان تمتع الجميع بالسلام والازدهار بحلول عام 2030. تبنّتها 193 دولة مع نيجيريا. تتكون أهداف التنمية المستدامة من سبعة عشر هدفًا مترابطًا لها أهداف بمؤشر واحد أو مؤشرين على الأقل لكل هدف. بدأ تنفيذ «الأهداف العالمية» من قبل الجميع في يناير 2015. وتتمثل أهدافها في ضمان الإدماج الاجتماعي وحماية البيئة وتعزيز النمو الاقتصادي. تتلقى الحكومات والقطاع الخاص والبحوث والأوساط الأكاديمية ومنظمات المجتمع المدني الدعم من الأمم المتحدة لأن أهداف التنمية المستدامة تشجع الشراكات. إذ أنها تضمن اعتماد الخيارات الصحيحة لتحسين حياة الأجيال القادمة بطريقة مستدامة. أهداف التنمية المستدامة هي مخططات للعالم لتجربة السلام والازدهار على أكمل وجه بحلول عام 2030.
وفقًا لاتفاق الحكومة النيجيرية مع الأمم المتحدة، فإنها تهدف إلى مواءمة أولوياتها الإنمائية بالشراكة مع منظمات المجتمع المدني والقطاع الخاص لتحقيق أهداف التنمية المستدامة معًا. صُمّمت أجندة 2030 لبناء عالم مستدام يتركز على خمسة عناصر، وهي: البشر والكوكب والازدهار والسلام والشراكات، والتي تمتد عبر أهداف التنمية المستدامة السبعة عشر. في عام 2017، كانت نيجيريا إحدى الـ 44 دولة عضو في الأمم المتحدة التي قدمت استعراضها الوطني الطوعي (VNR) عن تنفيذ أجندة 2030 وأهداف التنمية المستدامة في المنتدى السياسي الرفيع المستوى. تبذل كل من الحكومة والمنظمات غير الحكومية والمؤسسات الأكاديمية في البلاد قصارى جهدها لتحقيق هذه الأهداف في نيجيريا.

## هياكل التقرير
منذ عام 2017، تطوعت نيجيريا لتكون من بين الدول لمراجعة التقدم المحرز في خطة عام 2030. العروض التقديمية للمراجعة الوطنية الطوعية (VNR) هي مراجعات سنوية تقدمها الدول إلى المنتدى السياسي رفيع المستوى للأمم المتحدة حول التنمية المستدامة (HLPF). كانت نيجيريا من بين 44 دولة عضو في الأمم المتحدة التي قدمت استعراضها الوطني الطوعي حول تنفيذ أجندة 2030 وأهداف التنمية المستدامة في المنتدى السياسي رفيع المستوى.
في عام 2020، تطوعت نيجيريا أيضًا مع 46 دولة أخرى لتنفيذ العروض التقديمية للمراجعة الوطنية الطوعية. تركز العروض على:
- الفقر (الهدف الأول)
- الصحة والرفاهية (الهدف الثالث)
- التعليم (الهدف الرابع)
- المساواة بين الجنسين (الهدف الخامس)
- الاقتصاد الشامل (الهدف الثامن)
- البيئة المواتية للسلام والأمن (الهدف السادس عشر)
- الشراكات (الهدف السابع عشر)

تستند مجالات التركيز على أولويات وأهداف التنمية الحالية. «قدمت نيجيريا التقرير على الرغم من جائحة كوفيد -19 التي يُعتقد أنها تبطئ تقدم خطة عام 2030».